# Hela världen sjunger
Hela världen sjunger - sångbok i spiralpärm utgiven av Per Harling 1997 med sånger från den så kallade världsvida kyrkan. Alla sångtexter återges förutom på svenska även på originalspråket.

## Urval av psalmer
1. Låt oss komma - originalet Get together från Karibiska öarna (traditionell, Övers: Per Harling, arr: Geoff Weaver)
2. Jesus, se här är vi
3. Kom, helga ande, kom
4. Där två till tre har samlats
5. Kom, helig ande
6. Kyrie
7. Herre, herre, förbarma dig
8. Förbarma dig, Gud
9. Herre, förbarma dig
10. Herre, Gud, förbarma dig
11. Förbarma dig, Herre
12. Herre, förbarma, förbarma dig
13. Herre, förbarma dig
14. Kyrie eleison
15. Gud förbarma dig över oss
16. Herre, förbarma dig
17. Herre, förbarma dig
18. Helige, helige Gud
19. Vi tackar, tackar Gud
20. Låt oss prisa Herren Gud
21. Ära åt Gud - originalet Gloria a Dios från Peru (traditionell, övers: Per Harling)
22. Låt oss sjunga en jubelsång - originalet Entonemos un canto de alabanza från Guatemala (övers: Per Harling, musik: Alfredo Colom, arr: Christopher Norton)
38. Helig, helig, helig, mitt hjärta prisar dig, Gud - originalet Santo, santo, santo (traditionell, övers: Per Harling)
42. O, Guds Lamm, du som tar bort - originalet Lamb of God från England (musik: ur Celebration Hymnal, arr: Fride Gustafsson)
76. Lyssna, Gud - originalet Listen, Lord från Skottland (text: John L. Bell & Graham Maude, övers: Per Harling, musik: John L. Bell)
100. Nu öppnar vi våra hjärtan - originalet Arriba los corazones från Panama (övers: Per Harling)

### Fotnoter
1. ↑  ”Hela världen sjunger”. Worldcat. 25 februari 1997. https://www.worldcat.org/title/hela-varlden-sjunger-sanger-fran-den-varldsvida-kyrkan-i-urval-och-oversattning-av-per-harling/oclc/912721438&referer=brief_results. Läst 21 oktober 2017.